# Flutazolam
Flutazolam (Coreminal, MS-4101) é um medicamento derivado da benzodiazepina. Foi inventado no Japão e este é o principal país em que o fármaco é utilizado. Tem efeitos sedativos, relaxantes musculares, anticonvulsivantes e ansiolíticos semelhantes aos produzidos por outros derivados de benzodiazepínicos e, embora tenha quase a mesma potência do diazepam, produz uma sedação mais acentuada. É indicado para o tratamento da insônia. Seu principal metabólito ativo é o n-desalquilflurazepam, também conhecido como norflurazepam, que também é o principal metabólito do flurazepam.
O flutazolam está intimamente relacionado em estrutura com outro benzodiazepínico, o haloxazolam.